# Különvélemény (televíziós sorozat)
A Különvélemény (eredeti cím: Minority Report) 2015-ben bemutatott amerikai televíziós sorozat, a 2002-es azonos című film folytatása. A sorozat alkotója Max Borenstein, egyik vezető producere a filmet rendező Steven Spielberg.
A főszereplők közt megtalálható Stark Sands, Meagan Good, Nick Zano, Daniel London és Laura Regan.
Az Amerikai Egyesült Államokban a Fox adta le 2015. szeptember 21. és november 30. között, Magyarországon a PRIME mutatta be 2016. december 6-án.
A történet egy olyan emberről szól, aki képes előre látni jövőben megtörténő gyilkosságokat.

## Cselekmény
A sorozat 10 évvel a film története után, 2065-ben játszódik. A főszereplő Dash Parker, aki egyike annak a három prekognak, aki képes a jövőbe látásra, amivel még a gyilkosságok elkövetése előtt meg tudják állítani a potenciális elkövetőt. Dash Lara Vega nyomozónőnek segít a képességével. A képességeit azonban mások is szeretnék a saját hasznukra fordítani.

## Szereplők
| Szereplő                | Színész           | Magyar hang   |
| ----------------------- | ----------------- | ------------- |
| Dashiell "Dash" Parker  | Stark Sands       | Czető Roland  |
| Lara Vega               | Meagan Good       | Pálmai Anna   |
| Arthur Watson           | Nick Zano         | Varga Gábor   |
| Norbert "Wally" Wallace | Daniel London     | Rajkai Zoltán |
| Agatha Lively           | Laura Regan       | Hámori Eszter |
| Akeela                  | Li Jun Li         | Lamboni Anna  |
| Will Blake              | Wilmer Valderrama | Szatory Dávid |

## Epizódok
| Sor. | Év. | Cím                 | Rendező            | Író                             | Premier                                 | Nézettség   | Gyártási szám |
| ---- | --- | ------------------- | ------------------ | ------------------------------- | --------------------------------------- | ----------- | ------------- |
| 1.   | 1.  | Pilot               | Mark Mylod         | Max Borenstein                  | 2015. szeptember 21. 2016. december 6.  | 3,10 millió | 1AYE01        |
| 2.   | 2.  | Mr. Nice Guy        | Greg Beeman        | Max Borenstein                  | 2015. szeptember 28. 2016. december 13. | 2,56 millió | 1AYE02        |
| 3.   | 3.  | Hawk-Eye            | Allan Arkush       | Kevin Falls                     | 2015. október 5. 2016. december 20.     | 2,07 millió | 1AYE03        |
| 4.   | 4.  | Fredi               | Olatunde Osunsanmi | Anna Fricke                     | 2015. október 12. 2016. december 27.    | 2,05 millió | 1AYE04        |
| 5.   | 5.  | The Present         | David Straiton     | Shalisha Francis                | 2015. október 19. 2017. január 3.       | 1,82 millió | 1AYE05        |
| 6.   | 6.  | Fiddler's Neck      | Nick Hurran        | Matt McGuinness                 | 2015. október 26. 2017. január 10.      | 1,92 millió | 1AYE07        |
| 7.   | 7.  | Honor Among Thieves | Sarah Pia Anderson | Sean Hennen                     | 2015. november 2. 2017. január 17.      | 1,75 millió | 1AYE06        |
| 8.   | 8.  | The American Dream  | Adam Kane          | Lana Cho                        | 2015. november 24. 2017. január 24.     | 1,74 millió | 1AYE08        |
| 9.   | 9.  | Memento Mori        | Olatunde Osunsanmi | Max Borenstein, Greg Borenstein | 2015. november 23. 2017. január 31.     | 1,52 millió | 1AYE09        |
| 10.  | 10. | Everybody Runs      | Greg Beeman        | Max Borenstein & Kevin Falls    | 2015. november 30. 2017. február 7.     | 2,21 millió | 1AYE10        |

## Fordítás
- Ez a szócikk részben vagy egészben  a   Minority Report (TV series) című angol Wikipédia-szócikk fordításán alapul.  Az eredeti cikk szerkesztőit annak laptörténete sorolja fel. Ez a jelzés csupán a megfogalmazás eredetét és a szerzői jogokat jelzi, nem szolgál a cikkben szereplő információk forrásmegjelöléseként.